# Guaduina
Les guaduines (Guaduinae) són una subtribu de bambús de la família de les poàcies, que comprèn 5 gèneres.

## Gèneres
- Criciuma
- Eremocaulon
- Guadua
- Olmeca
- Otatea